# Спірідончева Антоніна Вікторівна

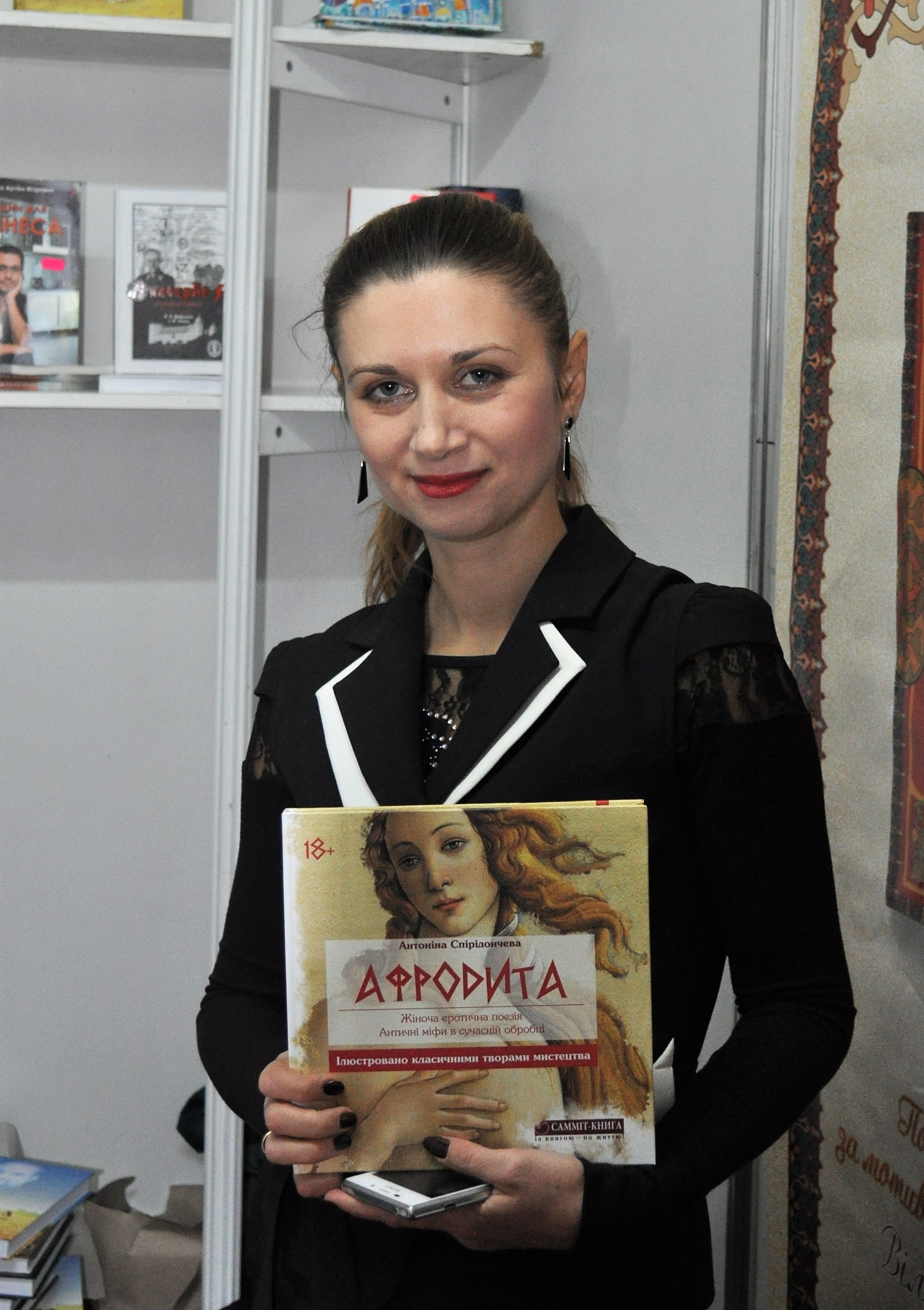
Антоніна Спірідончева

Антоніна Спірідончева (народилась 11 січня 1982 в Києві) — українська письменниця (поетеса, прозаїк).

## Життєпис
Народилась і виросла у Києві. Закінчила українську гімназію (1999), творче агентство «Юн-прес» (1999), здобула юридичну (2004) та фінансово-економічну (2009) освіту. Працювала в різних державних структурах та приватних компаніях.

## Творчість
Перші літературні та журналістські спроби публікувались у гімназійній газеті. На початку 2000-х з'явились перші публікації віршів і прози в періодичних виданнях. З 2007 року активно публікується в інтернеті (вірші, проза, статті). У 2009 році вийшла дебютна поетична книжка «Весна-поетеса». Стає активною учасницею Київської молодіжної літературної студії «Перехрестя» та Літературного клубу «Київ ПОЕТажний», бере участь у музично-літературних акціях, літературних читаннях. Твори публікуються в «паперовій» періодиці, літературних часописах, поетичних антологіях, звучать на радіо.
Є авторкою шести поетичних і прозових книг: 
1. «Весна-поетеса» (2009) відмічена дипломом «Дебют молодого автора» книжкового ярмарку «Медвін-2009». У збірку ввійшли переважно ранні поезії.
2. «Бізнес-провокація» (2011) — роман російською. Це стьоб над командами директорів, піаром та журналістикою.
3. «Малолітка» (2012) — книга про дівчат, які стають дорослими (і не тільки). Збірка оповідань, об'єднаних молодіжною (дівчачою) проблематикою.
4. «Книжка на ніч» (2014) — збірка поезій, в яку ввійшли Галерея жіночих портретів, Діалоги про самотність та інші тематичні розділи.
5. «Вістря голосу» (2014) — збірка поезій з присмаком гостроти, непримиримості і бунтарства.
6. «Афродита. Жіноча еротична поезія. Античні міфи у сучасній обробц»" (2016) — збірка віршів і поем про богиню Афродиту для дорослої авдиторії.

Публікації в антологіях і колективних виданнях:
1. Повість «Снідоносці» (у співавторстві з Ніною Дьяченко) в Альманаху сучасної української літератури «Нова проза», № 2, 2006 р.
2. Добірка поезій у поетичному збірнику «Пензлі різнобарв» (2012) в колективному виданні Літературного клубу «Київ ПОЕТажний», що презентує творчість учасників(-ць) клубу.
3. Добірка поезій у збірці «Вілаг почуттів» (2012), до якого увійшли поетичні твори близько 300 сучасних українських авторів та авторок.
4. Оповідання «Таксист» в літературному журналі «Дніпро», № 1, 2013 р.
5. Добірка поезій у Ювілейному альманаху «Перша тисяча кроків» (2013) Київської молодіжної літературної студії «Перехрестя», випущеному до 10-ліття студії.
6. Добірка еротичних творів на сайті «Дотик словом», який створює архів еротичної інтимної української лірики, 2014 р.
7. Поема «Руда Кобилиця» (із циклу про амазонок) на сайті «Буквоїд», 2015 р.
8. Добірка поезій в альманаху Всеукраїнського фестивалю любовної лірики та авторської пісні про кохання «Мовою серця», 2016 р.

Публікувалася в журналах «Однокласник», «Дніпро», «Стіна», «Люблю+Слово», газетах «Літературна Україна», «Література і життя», «Літературний Крим», «UАргумент», поетичних збірках Літературного клубу «Київ ПОЕТажний» та Міжнародного поетичного фестивалю «Інтереальність», твори звучали в програмах українського радіо «Кольоровий світ», «Майдан поезії», «Творчий ринг», «Ранок на радіо „Культура“» та інших.
Рецензії на її книги публікували газети «Літературна Україна», «Література і життя», книжкові сайти «Друг читача», «Барабука», мистецький портал «Жінка-Українка», суспільно-політичне інтернет-видання «Фраза.ua». 
Пише рецензії на книги, де торкаються теми амазонок.
З 2009 року Антоніна Спірідончева проводить поетичні виступи, презентації книг та автограф-сесії на книжкових ярмарках «Медвін — Книжковий світ», «Книжковий арсенал», Львівському форумі видавців, виставках «Київська весна», «Книжкові контракти», фестивалях «Гогольфест», «Літературна країна мрій», «Українські Передзвони», «Sevama fest», «Відкриті небеса», «Інтереальність», в літературних музеях і бібліотеках, регіональних книжкових форумах та фестивалях, презентації та зустрічі з авдиторією в книжкових магазинах.

## Громадська діяльність
Спірідончева є співорганізаторкою та учасницею літературних проєктів:
- «Амазонські читання» — спільний проєкт Спірідончевої та Валентини Захабури: низка музично-поетичних виступів, під час яких читалися твори на тему амазонок, амазонства та античності.
- «Музи без музчин» — бешкетницька жіноча програма з Мариною Єщенко та Валентиною Захабурою: літературні читання гумористичних та «емансипованих» творів. Презентувалися у Львові (Форум видавців-2016), Києві, Херсоні та Миколаєві (на запрошення Безкоштовних курсів української мови).
- «Книгині: Найкращі письменниці України». Проєкт започаткований видавництвом «Самміт-книга» і покликаний привернути увагу до жіночої літературної творчості. 12 молодих письменниць, відібраних експертами з літератури, іміджу та краси, брали участь у фотосесії в інтер'єрах київських літературних музеїв; друк настінного календаря, фотовиставки, поєднані з презентаціями книжок учасниць.